# Piper kunstleri
Piper kunstleri är en pepparväxtart som beskrevs av C. Dc.. Piper kunstleri ingår i släktet Piper och familjen pepparväxter. Inga underarter finns listade i Catalogue of Life.